# Amos Bronson Alcott
Amos Bronson Alcott właściwe nazwisko: Alcox (ur. 29 listopada 1799 w Wolcott, zm. 4 marca 1888 w Bostonie) – amerykański pisarz i nauczyciel.

## Życiorys
Urodził się jako Amos Bronson Alcox w Wolcott (Connecticut), jako syn Josepha Chatfielda Alcoxa i Anny Bronson, rolników. Rolnictwo na skalistej glebie Connecticut nie było dochodowe, a sam Alcott ciężko pracował z rodzicami, aby pomóc siedmiorgu młodszemu rodzeństwu, ograniczając w ten sposób swoje możliwości formalnej edukacji. Uczęszczał do lokalnej szkoły okręgowej do 10. roku życia, ale później jego rozwój intelektualny w dużej mierze zależał od własnej lektury i rozmów z przyjaciółmi o podobnych skłonnościach naukowych, z których pierwszym był jego kuzyn William Andrus Alcott. William później uczęszczał do Yale College i rozpoczął karierę jako lekarz i popularny autor podręczników dotyczących zdrowia, ale ciągłe ubóstwo uniemożliwiło mu uzyskanie wykształcenia uniwersyteckiego. W wieku 15 lat, podobnie jak wielu jego młodych rówieśników z Connecticut, zaczął sprzedawać drobne towary przemysłowe, najpierw w Massachusetts i Nowym Jorku, potem w Wirginii i Karolinie.
Niegdyś bardzo popularny amerykański powieściopisarz i poeta o idealistycznych tendencjach, który swe zmienne poglądy pragnął w pełni urzeczywistnić. Był zapalonym wegetarianinem. Należał do Klubu Transcendentalistów. Ożenił się w 1830 r. Doczekał się licznego potomstwa. Jego córką była Louisa May Alcott. 
Jedną z pierwszych jego biografii napisał Franklin Benjamin Sanborn.

## Literatura
- STRICKLAND, Charles: A Transcendentalist Father: The Child-Rearing Practices of Bronson Alcott. Perspectives in American Hisotry, 1969, Vol. 3, s. 5-73.